# Kukawka meksykańska
Kukawka meksykańska (Geococcyx velox) – gatunek średniej wielkości ptaka z rodziny kukułkowatych (Cuculidae). Występuje w Meksyku i Ameryce Centralnej. Podobnie jak spokrewniona kukawka kalifornijska bardzo słabo lata, potrafi za to szybko biegać i większość życia spędza na ziemi.
SystematykaObecnie gatunek ten uznawany jest za monotypowy, choć w przeszłości proponowano wyróżnienie do 5 podgatunków.
Zasięg występowaniaWystępuje wzdłuż zachodnich wybrzeży Meksyku i dalej na południe po Nikaraguę; izolowana populacja na półwyspie Jukatan. Zasięgi występowania kukawki meksykańskiej i występującej na ogół bardziej na północ kukawki kalifornijskiej nakładają się na siebie jedynie lokalnie w stanie Sonora w Meksyku.
MorfologiaDługość ciała 40,5–50,5 cm. Masa ciała: samce 174–203 g, samice 162,8–192 g. Samce i samice są podobne. Jest mniejsza od kukawki kalifornijskiej.
ŚrodowiskoZasiedla jałowe zarośla i inne suche obszary od poziomu morza do 3000 m n.p.m.
StatusMiędzynarodowa Unia Ochrony Przyrody (IUCN) uznaje kukawkę meksykańską za gatunek najmniejszej troski (LC – Least Concern) nieprzerwanie od 1988 roku. W 2019 roku organizacja Partners in Flight szacowała, że liczebność populacji mieści się w przedziale 0,5–5 milionów dorosłych osobników, zaś jej trend oceniła jako prawdopodobnie stabilny.